# Anouck Jaubert
Anouck Jaubert (* 27. Januar 1994 in Saint-Étienne) ist eine französische Sportkletterin, die sich auf die Disziplin Speed spezialisiert hat.

## Karriere
Nachdem sie eine erfolgreiche Jugendkarriere hinter sich hatte, stieg Anouk Jaubert in 2011 in den Erwachsenenbereich ein. In der Saison 2014 konnte sie erstmals das Podium im Kletterweltcup besteigen, als sie in Chongqing (China) Dritte im Speed wurde Im selben Jahr gewann sie auch erstmals einen Weltcup, in Arco (Italien). Auch in den Folgejahren erreichte sie konsistent Top-Platzierungen im Weltcup.
2015 wurde sie in Chamonix (Frankreich) Europameisterin im Speed. Bei der Kletterweltmeisterschaft 2016 gewann sie die Silber-Medaille in derselben Disziplin. 2016 gewann sie außerdem als erste Person überhaupt vier Speed-Weltcups hintereinander.
In der Saison 2018 konnte sie den Gesamtweltcup im Speedklettern für sich entscheiden. Auch gelang ihr mit 7,32 s die Egalisierung des damaligen Weltrekordes in dieser Disziplin, der von der Russin Iuliia Kaplina aufgestellt worden war. In der Folgesaison erreichte sie den zweiten Platz im Gesamtweltcup.
Bei den Kletterweltmeisterschaft 2019 holte sie im Speed die Bronzemedaille. Mit einem elften Platz in der Kombination (Bouldern, Lead und Speed) verpasste sie jedoch zunächst die Qualifikation für die Olympischen Sommerspiele 2020 in Tokio. Nachdem der Pakistaner Zàhéér Ahmád sein ihm von der Tripartite Commission zugedachten Quotenplatz nicht wahrnehmen konnte, da er nicht im Lead angetreten war, wurde Jaubert dieser Quotenplatz als Wildcard zugedacht und so qualifizierte sie sich für die Spiele. Dort wurde sie Achte in der Qualifikation für das Finale. Im Finale wurde sie im Speed Zweite, im Bouldern Sechste, sowie im Lead Siebte, womit sie insgesamt den sechsten Platz belegte. Nach den Olympischen Spielen gab sie ihren Rücktritt bekannt.
Sie gehört der Fédération française de la montagne et de l’escalade (FFME) an.

## Erfolge (Auswahl)
- Europameisterin 2015 in Chamonix im Speed
- Vizeweltmeisterin 2016 in Paris im Speed[2]
- Sechste an den Olympischen Sommerspielen in Tokio 2020 in der Kombination[6]
- Gesamtweltcupsiegerin 2017 und 2018 im Speed[4]
- Mit 15 Weltcupsiegen Rekordhalterin im Speed